# Francis Lorentz
Pour les articles homonymes, voir Lorentz.
Francis Lorentz, né le 22 mai 1942 à Mulhouse, est dirigeant français d'entreprise dans le domaine des technologies de l'information et de la communication. Il a été président de la « Mission pour le commerce électronique » de 1997 à 1999.

## Biographie

### Jeunesse et études
Après avoir étudié à HEC Paris, Francis Lorentz intègre l'École nationale d'administration.

### Parcours professionnel
Il sort de l'ENA comme administrateur civil à la direction du Trésor du ministère des Finances en 1970, aux côtés de Benoît Jolivet et Antoine Schwarz. Il demeure au sein de cette direction jusqu'en 1980. Il est alors nommé  directeur général adjoint à la Lyonnaise des Eaux de 1980 à 1982. De 1982 à 1992, il est successivement directeur général puis PDG du groupe Bull, puis, entre 1992 et 1994, PDG de la RATP,. En 1995, il entre au conseil d'administration de Rank Xérox The Document Company S.A. 
De fin 1997 à début 1999, il a présidé la mission pour le développement du commerce électronique auprès du ministre de l'Économie et des Finances. Il a aussi été professeur associé d'économie à l'université Paris-Dauphine de 1995 à 2000,.
En 2000, il est directeur général de LaSer, une filiale du groupe des Galeries Lafayette qui gère les cartes de crédit et les relations client du groupe, puis conseiller des coprésidents du groupe jusqu'en 2005,.
Entre 2000 et novembre 2011, il préside, en remplacement de Marc Tessier, l'IDATE (Institut de l'audiovisuel et des télécommunications en Europe), un des principaux centres d'études et de conseil en Europe spécialisé dans l'analyse des secteurs des technologies de l'information et de la communication,.
Il est par ailleurs associé au sein d'un cabinet de conseil en stratégie et fusion-acquisition  (Lorentz, Deschamps et Associés) dont la vocation consiste a financer le développement de jeunes pousses prometteuses ayant déjà fait leurs preuves. Cette structure dispose de fonds alimentés par les institutionnels pour doper leur décollage et une  présence internationale (5 bureaux en Europe, 2 aux États-Unis) chargée de veille de la vitalité digitale.

## La mission pour le développement du commerce électronique
En août 1997, Dominique Strauss-Kahn demandait à Francis Lorentz de « mener un travail collectif de réflexion sur les enjeux du commerce électronique en France pour définir un cadre propice à son développement ». La Mission rendait ses conclusions en janvier 1998,, avec un addendum en mars.
Sur la base de ce rapport, la France élaborait en février 1998 une série de propositions d’actions communes sur le commerce électronique par les États membres de l’Union européenne. En mai 1998, pour concrétiser les conclusions préconisées par le rapport, Dominique Strauss-Kahn annonçait « dix mesures pour le développement du commerce électronique ».
En juin 1998, Dominique Strauss-Kahn demandait à Francis Lorentz d’établir une évaluation des suites données au rapport publié en janvier. En février 1999, Francis Lorentz présentait le résultat des travaux d’une vingtaine de groupes thématiques de cette mission. Les travaux de la mission de Francis Lorentz seront à la base de la politique française en matière de commerce électronique, et feront l'objet de divers articles dans la presse.

## Publications
- Lorentz, Francis (01-1998) « Commerce électronique : une nouvelle donne pour les consommateurs, les entreprises, les citoyens et les pouvoirs publics », Rapport du groupe de travail présidé par M. Francis Lorentz, Ministère de l’Économie, des Finances et de l’Industrie, janvier 1998.
- Lorentz, Francis (03-1998). « Rapport sur le commerce électronique – Addendum » 15 mars 1998, 35 pp.
- Lorentz, Francis (02-1999) « La nouvelle donne du commerce électronique : réalisations 1998 et perspectives ». Mission Commerce Électronique présidée par M. Francis Lorentz, Ministère de l’Économie, des Finances et de l’Industrie, Paris, 4 février 1999, 291 pp.  (ISBN 9782110914477).
- Lorentz, Francis (03-2002) « XML et le développement des EDI », préface, avec Norbert Paquel, Hermès Sciences publication, mars 2002. Cet ouvrage présente les travaux d'ebXML.